# Porrhothele moana
Porrhothele moana és una espècie d'aranya araneomorf de la família dels porrhotèlids (Porrhothelidae). Fou descrita per primera vegada per Raymond Robert Forster l'any 1968. Aquesta espècie és endèmica de Nova Zelanda.